# Коштоянц, Хачатур Седракович
Хачату́р Седра́кович (Серге́евич) Коштоя́нц (13 (26) сентября 1900 года, г. Александрополь (ныне Гюмри, Армения) — 2 апреля 1961 года, Москва) — советский физиолог, член-корреспондент АН СССР (1939), академик АН Армянской ССР (1943).
Доктор биологических наук (1935), профессор (1935), профессор МГУ (с 1930), с 1943 г. зав. кафедрой физиологии животных, также с 1936 г. работал в Институте эволюционной морфологии животных, в 1946—1953 гг. директор Института истории естествознания АН СССР.
Специалист по проблемам эволюционной физиологии, разработке энзимо-химической теории возбуждения нерва, основанной на взаимодействии процессов обмена веществ и на структуре их белков. Его исследования сыграли важную роль в формировании современного представления о химической основе механизмов нервной деятельности.
Депутат Верховного Совета СССР (1946—1950).
Лауреат Сталинской премии второй степени (1947).
Автор классического учебника «Основы сравнительной физиологии».

## Биография
Родился в семье ремесленника. С 13 лет начал подрабатывать учеником аптекаря, с 15 лет — аптекарь в Пятигорске. В 17 лет экстерном окончил гимназию, поступил сначала в университет в Ростове-на-Дону, перевёлся на естественное отделение Пятигорского народного университета (1918—1919), оттуда — на медицинское отделение Кубанского (1921—1922), затем 2-го Московского университета (2-й МГУ), которое окончил в 1926 году. В студенческие годы работал лаборантом, опубликовал первые научные работы, выполненные под руководством В. М. Арнольди.
В 1926—1928 годах обучался по специальности физиология животных в аспирантуре Биологического института им. К. А. Тимирязева под руководством проф. И. П. Разенкова, в 1928—1929 годах — в аспирантуре Московского университета по кафедре физиологии под руководством А. Ф. Самойлова, И. Л. Кана. По окончании аспирантуры Х. С. Коштоянц работает ассистентом, с 1930 года — профессором этой же кафедры, одновременно заведующим отделом сравнительной физиологии Биологического института им. К. А. Тимирязева, созданного в Москве при Коммунистической академии, и заведующим рабфаком Московского индустриально-педагогического института им. К. Либкнехта.
В 1930—1931 годах был направлен для изучения зарубежного опыта в Берлинский университет и в Утрехтский университет в лабораторию сравнительной физиологии профессора Германа Джордана. После возвращения занимает должность профессора кафедры физиологии человека и животных МГУ, читает курс общей и сравнительной физиологии. Одновременно он организует работу лаборатории сравнительной физиологии в Биологическом институте им. К. А. Тимирязева, становится заместителем директора института.
В 1932 году в составе делегации во главе с И. П. Павловым принял участие в XIV Международном Конгрессе физиологов, где выступил с докладом. В 1935 году ему было присужденр звание профессора и ученая степень доктора биологических наук без защиты диссертации; в 1939 году был избран членом-корреспондентом Академии Наук СССР.
С 1935 года работал заведующим сектором, затем лабораторией, отделом эволюционной физиологии Института эволюционной морфологии (с 1949 года — Институт морфологии животных) им. А. Н. Северцова АН СССР, в 1936—1944 годах — заместитель директора этого института. В связи с ликвидацией Коммунистической академии он перевёл сюда свою лабораторию Биологического института.
В 1939—1947 годах — заместитель академика-секретаря отделения биологических наук АН СССР.
В 1941—1943 годах в эвакуации.
После возвращения из эвакуации в 1943 г. возглавил кафедру физиологии человека и животных биологического факультета МГУ и руководил ею до 1961 г..
В 1943 году избран академиком АН Армении. В 1943—1946 годах академик-секретарь отделения биологических наук АН Армении.
В 1946—1953 годах директор Института истории естествознания АН СССР.
Х. С. Коштоянц был избран действительным членом Международной академии истории науки, почетным академиком Венгерской академии наук, почетным доктором Карлова университета, Финской научной ассоциации, членом научных обществ и организаций Великобритании, Франции, Финляндии, Индии.
Депутат Верховного Совета СССР 2-го созыва (1946—1950).
В течение трёх месяцев (с 1 марта по 3 июня 1958) занимал должность декана биолого-почвенного факультета МГУ.
Как писал Д. А. Сахаров: «Случившаяся в апреле 1961 года кончина полного сил и замыслов Коштоянца, который незадолго перед этим отметил своё шестидесятилетие, обезглавила одну из ведущих школ мировой физиологии. Формально без руководства остались два больших коллектива — кафедра физиологии на биофаке МГУ и академическая лаборатория». Похоронен на Новодевичьем кладбище.
Многие труды Х. С. Коштоянца переведены на иностранные языки и изданы за рубежом.

## Научная деятельность
Научные интересы учёного охватывали различные разделы физиологии, от пищеварения до медиаторных процессов в нервной системе. Однако его основные труды посвящены проблемам эволюции функций организмов и теоретическим основам эволюционной физиологии. Он разработал энзимо-химическую медиаторную гипотезу возбуждения нерва, основанную на взаимодействии процессов обмена веществ и на структуре их белков. Он был убеждённым сторонником химических механизмов передачи возбуждения с клетки на клетку.
Академик Коштоянц экспериментально показал возможность регулирования реакций организма с помощью направленного изменения определённых элементов обмена веществ, изменения функциональной активности систем организма при воздействиях на процессы обмена веществ. Изучил биоэлектрические потенциалы скелетных и сердечных мышц. Доказал особую роль сульфгидрильных групп белковых молекул в состоянии белковых тел, фибриногена, мышечных белков. Установил, что связывание медиатора в нервном окончании выполняется специализированными белками, способными циклически обратимо менять свою структуру и выполнять свою функцию. Обосновывал и направлял на первом этапе пионерские работы в области донервных функций трансмиттеров (Koshtoyants et al., 1961), которые затем трудами его выученика Г. А. Бузникова и его сотрудников и последователей превратились в отрасль физиологии развития (см. Buznikov, 1990).
Во время Великой Отечественной войны участвовал в разработке снабжения красноармейцев витаминами. Большое внимание в публикациях Коштоянца уделено истории физиологических учений, популяризации трудов выдающихся учёных И. П. Павлова, И. М. Сеченова, А. Ф. Самойлова и др.

## Награды и премии
- орден Ленина (1955)
- 2 ордена Трудового Красного Знамени (1943; 10.06.1945)
- орден «Знак Почёта» (1946)
- медали
- Сталинская премия второй степени (1947) — за научный труд «Очерки по истории физиологии в России» (1946)
- Премия АН СССР 1937 года
- Премия имени М. В. Ломоносова (1952)
- Премия имени Л. А. Орбели АН СССР (1962)

## Память
Его именем названа улица в Западном административном округе Москвы.

## Основные работы
Автор более 400 научных работ.
Автор классич. учебника «Основы сравнительной физиологии» (2-е изд., т. 1-2, 1950-57).
Автор первой монографии по истории физиологии в России.
Труды по физиологии
- Коштоянц Х. С. Материалы к изучению механизма действия химических медиаторов у беспозвоночных животных (ацетилхолин и калий) // Бюллетень эксперим. биологии и медицины. — 1936, т. II, № 3.- С.185-186.
- Коштоянц Х. С. Биология питания и типы пищеварения (в частности у кровососущих насекомых). — Природа, 1937, № 7. — С.37-41.
- Коштоянц Х. С. Основы сравнительной физиологии. — М.-Л.: Изд-во АН СССР. т. 1 — 1950. — 523 с., т. 2 — 1957. — 635 с., ил.
- Коштоянц Х. С. Белковые тела, обмен веществ и нервная регуляция. — Труды Ин-та морфологии животных им. А. Н. Северцова. — 1952. — № 6.- С.7-18. (Премия им. М. В. Ломоносова 1-й степени, 1952 год)
- Koshtoyants K.S., Buznikov G.A., Manukhin B.N. The possible role of 5-hydroxytryptamine in the motor activity of embryos of some marine gastropods // Comp. Biochem. Physiol. Т. 3. № 1, 1961

Труды по истории физиологии и о физиологах
- Коштоянц Х. С. Биологические воззрения Ламеттри / Науч.труды Индустриально-пед. ин-та им. К. Либкнехта. — М., 1928, № 3. — 36 с.
- Коштоянц Х. С. Очерки по истории физиологии в России. — М.-Л.: Изд-во АН СССР, 1946. — 494 с., ил. (Сталинская премия 2-й степени, 1947 год)
- Коштоянц Х. С. Повесть из жизни академика Павлова. — М.-Л.: Изд-во АН СССР, 1947. — 144 с., ил.
- Коштоянц Х. С. Великий русский физиолог Иван Михайлович Сеченов. — М., 1948. — 71 с.